# Jean-Michel Atlan
Jean-Michel Atlan (Constantina (Argelia) 23 de enero de 1913 - París, 12 de febrero de 1960) fue un pintor abstracto francés.

## Biografía
Se trasladó a París en 1930 donde estudió filosofía en La Sorbona. Pintor autodidacta desde 1941, fue arrestado por ser judío y su activismo político en 1942.
Trabajó en París entre los años 1945 y 1960, es por ello que pertenece al movimiento artístico denominado "Escuela de París", siendo este nombre aplicado a los pintores que trabajaron en esta ciudad en los años comprendidos entre el 1945 y 1960 como: Jean-Michel Atlan, Jean Bazaine, Camille Bryen, Olivier Debré, Jean Degottex, Jean Dubuffet, Jean Fautrier, Hans Hartung, Toshimitsu Imaï, André Lanskoy, Alfred Manessier, Georges Mathieu, Serge Poliakoff, Jean-Paul Riopelle, Pierre Soulages, Maria Helena Vieira da Silva, Nicolas de Staël, Pierre Tal-Coat, Wols.